# Zündschnüre (Roman)
Zündschnüre ist der 1973 erschienene erste Roman des Liedermachers Franz Josef Degenhardt. Unverkennbar in dessen Geburts- und Kindheitsstadt Schwelm im südlichen Ruhrgebiet und erklärtermaßen in den Kriegsjahren 1943 bis 1945 angesiedelt, schildert er den Alltag und die Abenteuer einiger ca. 13 Jahre alten Arbeiterkinder, die sich auf ihre, oft ergötzliche Weise am Widerstandskampf gegen das faschistische Regime beteiligen. Für den Literaturkritiker Heinz Ludwig Arnold lesen sich diese Episoden „mit der gleichen Spannung und dem gleichen Vergnügen wie Mark Twains Geschichten von Huck Finn und Tom Sawyer.“ Degenhardts Erstling erzielte einen beträchtlichen Verkaufserfolg.

## Inhalt
Die Unterstadtkinder Fänä Spormann, Viehmann Ronsdorf, Tünnemann Niehus, Zünder Krach und Sugga Trietsch hecken ihre Streiche gern aus, während sie gegenüber der Einfahrt der Kanister- und Fassfabrik, der auch ein Zwangsarbeiterlager angeschlossen ist, auf Meurischs Mauer hocken. Zumeist agieren sie mit Billigung oder jedenfalls zähneknirschender Duldung seitens der ihnen bestens vertrauten kommunistischen oder sozialdemokratischen erwachsenen Aktivisten. Wenn sie heimlich Wehrmachtsbestände plündern, Güterwagen in die Luft fliegen lassen, verfolgte Pater oder Pianistinnen aus der Stadt schmuggeln, Botschaften überbringen, treten sie nur in die Fußstapfen ihrer Väter, die entweder an der Front stehen oder im KZ sitzen. Die Schule bleibt ihnen erspart: zerbombt. Sie kennen sich im Zerlegen von Pistolen aus und sprechen auch schon routiniert dem Schabau zu, der das rare Bier ersetzen muss. Gegen die ständig knurrenden Mägen wird unter Umständen das Fleisch eines von anderen gestohlenen Milchwagenpferdes organisiert. Zumeist wissen die Jungen und das eine Mädchen (Sugga) um den unbestrittenen Anführer Fänä das Nützliche mit dem Angenehmen zu verbinden. So wird dem Leiter der örtlichen Hitlerjugendgruppe Berti Bischoff die Schinderkarriere durch einen Denkzettel verleidet, der sich dessen Leidenschaft für Fußballspielen sowie die Knappheit an echten Lederbällen zunutze macht. Angelockt vom Köder, eilt Berti aus dem Haus, läuft schon von Weitem an – und tritt auf dem Rasenstück gegen eine mit Gelb und Schwarz (für die Nähte) erstklassig angemalte Eisenkugel. Als er mit dem Schrei eines „angestochenen Jungbullen“ zusammenbricht, kommentiert Viehmann Ronsdorf „nana, ein Hitlerjunge weint doch nicht.“ Bertis Fuß kam in Gips, womit sich das Marschieren erst einmal erledigt hatte. Der Roman endet mit dem Einzug der Amerikaner und der Rückkehr Heini Spormanns, Fänäs Vater, dem die Rote Armee lieber gewesen wäre.

## Stil
Degenhardt erzählt seinen Erstling in 25 in sich abgeschlossenen Episoden, dabei vorwiegend aus der Perspektive Fänä Spormanns. Für den Spiegel macht er dies „unstilisiert, locker und immer jargonsicher“. Außerhalb des Jargons ist Degenhardts Sprache karg und wenig bildhaft. Das dürfte auch Arnold so empfunden haben, wenn er in höflicher Formulierung bemerkt, der Autor sei „kein raffinierter Ästhetiker“ und lege „keinen Wert auf unterschiedliche Sprachbehandlung“ seiner Figuren. In der Tat sind die Figuren – ob Kinder oder Erwachsene – überwiegend austauschbar. Sie haben kein Innenleben und kaum Konturen. Das betrifft auch die Art ihres Auftretens und sogar ihre Erscheinung. Eine Ausnahme findet sich gegen Ende des Buches, wenn Niehus/Fuchs’ Hochzeitsfeier geschildert wird. Hier lässt er Fänä sämtliche anwesenden Leute „begucken“ und der Reihe nach („wie ein ordentlicher Arbeiter“) über eine ganze Seite hinweg beschreiben. Selbst mit Schilderungen der Schauplätze, etwa Wohnungen, Gassen, Grotten im nahen Berg, ist Degenhardt nicht sehr freigiebig. Das geht auf Kosten der Anschaulichkeit und der Atmosphäre. Arnold hält Degenhardts „Charakterisierung des Milieus“ dennoch für gelungen.

## Weltanschauliches
Degenhardt schreibt unverhohlen parteilich. Gleichwohl bescheinigt ihm der Spiegel, er habe „ohne nostalgische Verklärung, sondern skurril und, zumeist, realistisch“ auf die Existenz eines Antinazi-Widerstands der „kleinen Leute“ hingewiesen: „ein in der Literatur der Bundesrepublik immerhin seltener Fall.“ Die Eltern des „pubertierenden Partisanennachwuchses“ verehren Thälmann und Stalin. Die sowjetische Bündnispolitik wird bestenfalls milde kritisiert, die KPD in keiner Hinsicht angezweifelt. Der junge Pater Clemens erringt das Vertrauen und die Achtung der Bande, weil er sich „wie ein ordentlicher Arbeiter“ benimmt. Werden Gezänk und Gemeinheit berührt, sind sie den „kleinbürgerlichen Elementen“ des Arbeiterviertels zugeordnet – es sei denn, es handelt sich um „Verräter“. Dieser Zug des Romans ist eher der Idylle denn dem Realismus verpflichtet.

## Frauen, Gefühle
Hinsichtlich der Rolle der Frau verfährt Degenhardt widersprüchlich. Einerseits stellt er die Tapferkeit und die Verdienste der proletarischen Mütter heraus, die überwiegend des männlichen Beistandes beraubt waren. Mit Oma Berta Niehus, der zur verspäteten Hochzeit eine Wildsau besorgt wird, schafft er fast eine im Rollstuhl thronende Johanna der Schlachthöfe. Andererseits teilt er seiner Bande lediglich eine Mitstreiterin zu, Sugga Trietsch also, doch mehr als das fünfte Rad am Wagen darf auch sie nicht spielen. Sugga hat sich stets mit untergeordneten Aufgaben zu begnügen. Wichtig wird sie eigentlich nur – der klassische Fall – weil sie die Braut des Bandenführers ist. Dabei wirkt die Liebesbeziehung zwischen Sugga und Fänä ausgesprochen abgeklärt. Gefühle scheinen auch dann nicht im Spiel zu sein, wenn die beiden knutschen oder vögeln. Die Grundhaltung dieser Kriegskinder ist überhaupt ein stoischer Pragmatismus, den ihnen nicht jeder Leser abnehmen wird. Hadern, träumen, schmachten, verstört, tobsüchtig oder albern sein sieht man sie nie.

## Wirkung
Bereits die Erstausgabe von Degenhardts Debüt-Roman fand großes Leserinteresse und war 1973 mehrere Monate in der Bestsellerliste des Spiegel vertreten. Zwischen 1973 und 2006 sind die Zündschnüre in mehreren Verlagen, dabei zum Teil in zahlreichen Auflagen, zudem in drei Übersetzungen (Finnisch, Tschechisch, Dänisch) erschienen. Allein Rowohlt druckte das Buch bislang (2010) in knapp 100.000 Exemplaren.
Der WDR verfilmte es 1974 unter der Regie von Reinhard Hauff, das Drehbuch verfassten Franz Josef Degenhardt und Burkhard Driest. Der Schriftsteller Hermann Peter Piwitt zog anlässlich der Erstausstrahlung den Vergleich mit der Blechtrommel und bezeichnete Degenhardts kindliche Helden als ebenbürtig mit der Figur des Oskar Matzerath. Dagegen kritisierte Die Zeit eine vielfach mangelhafte Umsetzung der Buchvorlage. Für „Degenhardts Plauderton“ finde sich „kein optisches Äquivalent“. Es „fehle an der Begründung vieler Aktionen, an verständlicher Motivation.“
1976 erschien der Text als Fortsetzungsroman in der sowjetischen Zeitschrift Ausländische Literatur. Laut Spiegel war diese russische Übersetzung reichlich zensiert.

## Ausgaben
Deutschsprachig
- Zündschnüre. Hoffmann & Campe, Hamburg 1973, ISBN 3-455-01392-9.
- Zündschnüre. Aufbau Verlag, Berlin (DDR) / Weimar 1974, DNB 740386484.
- Zündschnüre. Rowohlt Verlag, Reinbek 1975, ISBN 3-499-11865-3.
- Zündschnüre. Büchergilde Gutenberg, Frankfurt am Main 1975, ISBN 3-7632-1893-9.
- Zündschnüre. Bertelsmann, München 1981, ISBN 3-570-03816-5.
- Zündschnüre. Aufbau Verlag, Berlin 2006, ISBN 3-7466-1318-3.
- Zündschnüre. Kulturmaschinen, Berlin 2011, ISBN 978-3-940274-43-4.

Fremdsprachig
- Sytytyslanka. Übersetzt ins Finnische von Aarno Peromies. Gummerus, Jyväskylä 1974, ISBN 951-20-0888-2.
- Doutnák. Übersetzt ins Tschechische von Zdeněk Frýbort. Svoboda, Prag 1977, DNB 368911691.
- Partisaner uden fædre. Übersetzt ins Dänische von Poul Lyk Sørensen. Haase, Kopenhagen 1994, ISBN 87-559-0979-5.